# اندیس میر خاش
میر خاش یک اندیس فلزی است که در حوالی شهر شارقنج استان خراسان قرار دارد و مادهٔ معدنی موجود در آن، مس است.  